# Carl Otto Blomstedt
Carl Otto Blomstedt, född 7 augusti 1854 i Stockholm, död 14 januari 1940 i Oscars församling i Stockholm, var en svensk statstjänsteman. Han var bror till Magnus Blomstedt.

## Biografi
Blomstedt var amanuens vid Finansdepartementet 1882, kammarherre 1892, kansliråd 1894, Chargé d’affaires i Bryssel och Haag 1908, i Wien 1910, samt chef för personalavdelningen vid Utrikesdepartementet 1906–1919. Han invaldes som ledamot 533 av Kungliga Musikaliska Akademien den 24 februari 1910 och var styrelseledamot där 1915–1930. Blomstedt var amatörmusiker (pianist). Han är begravd på Norra begravningsplatsen utanför Stockholm.

## Utmärkelser

### Svenska utmärkelser
- Konung Oscar II:s och Drottning Sofias guldbröllopsminnestecken, 1907.[2]
- Konung Oscar II:s jubileumsminnestecken, 1897.[2]
- Konung Gustaf V:s jubileumsminnestecken med anledning av 70-årsdagen, 1928.[3]
- Kommendör av första klassen av Nordstjärneorden, 6 juni 1919.[4]
- Kommendör av andra klassen av Nordstjärneorden, 21 januari 1905.[5]

### Utländska utmärkelser
- Riddare av storkorset av Italienska kronorden, senast 1915.[2]
- Första klassen av Persiska Lejon- och solorden, senast 1915.[2]
- Riddare av första klassen av Ryska Sankt Stanislausorden, senast 1915.[2]
- Kommendör av första graden av Danska Dannebrogorden, senast 1915.[2]
- Kommendör av första klassen av Norska Sankt Olavs orden, tidigast 1915 och senast 1921.[2][6]
- Riddare av första klassen av Norska Sankt Olavs orden, senast 1915.[2]
- Riddare av andra klassen med kraschan av Preussiska Röda örns orden, senast 1915.[2]
- Kommendör av första klassen av Spanska Karl III:s orden, senast 1915.[2]
- Kommendör av Franska Hederslegionen, senast 1915.[2]
- Tredje klassen av Japanska Heliga skattens orden, senast 1915.[2]